# 동대문야구장
동대문야구장(東大門野球場, Dongdaemun Baseball Stadium)은 서울특별시 중구 광희동에 있었던 야구장이다.

## 역사

### 일제 강점기
야구장이 지어지기 이전인 1905년에는 야구장이 있었던 터의 좌익 후방의 장소에서 황성기독교 청년회와 한성고등학교의 한반도 첫 야구의 시합이 벌어졌다. 이후 1925년에 경성운동장이 개장되었을 때 야구장도 함께 지어졌다. 한편, 이 야구장의 첫 홈런은 1928년 6월 8일에 이영민이 기록한 것으로 알려져 있다.

### 광복 이후
광복 이후에 경성운동장의 이름을 서울운동장 야구장으로 개칭하였으며 1959년에 재개장되었다.
서울운동장 야구장은 프로 야구가 출범하기 이전(1960년대 ~ 1980년대 초)까지 학생 야구 대회의 메카로 군림했다. 이 곳에서 고교 야구 대회가 열리는 날이면 관중석이 만원 사례를 이룰 정도로 높은 인기를 구가했다. 이 당시에는 TV 뉴스를 중단하고 야구 중계를 속개할 정도로 고교야구의 열기가 대단했다.
1982년 3월 27일에는 갓 출범한 한국 프로 야구의 첫 시즌 개막전이 이 구장에서 열렸다(MBC 청룡 11 - 7 삼성 라이온즈).
1982년 프로야구 올스타전 3차전이 이 구장에서 열렸다. (동군이 10-5로 승리하였다)
프로야구 초창기에는 서울특별시를 연고로 하는 MBC 청룡이 이 야구장을 홈 구장으로 사용했었고, 그 해에 잠실야구장이 완성되면서 홈 구장을 잠실야구장으로 옮겼는데 1983년부터 본격적으로 잠실야구장을 홈 구장으로 사용했다. 그리고 잠실야구장이 완성됨에 따라 1985년부터 서울운동장 야구장의 이름은 동대문야구장으로 개칭되었다. 1985년에는 대전에서 서울로 OB 베어스가 이전해 오면서 이 구장을 홈 구장으로 이용했었고, 이듬해에 홈 구장을 잠실야구장으로 변경했다.
그 이후에 아마추어 야구 전용 구장으로써 한국의 4대 메이저 고교 야구 전국 대회(청룡기, 봉황대기, 황금사자기, 대통령배)나 대학야구 대회의 개최 구장이 되었는데 1988년 9월 이후에는 서울 올림픽 개최 동안 MBC 청룡과 OB 베어스가 홈경기장으로 사용했고 1989년 9월 16일부터 23일까지 아시아 야구 선수권 대회가 잠실야구장에서 열리는 바람에 MBC 청룡이 임시 홈구장으로 썼는데 그 해 9월 24일 해태 타이거즈와의 더블헤더 2차전이 마지막 프로야구 경기였다.
한편, 1982년에는 지방 팀(삼성 OB 해태 삼미 등)이 홈경기를 갖기도 했으며 이들 중 삼성 라이온즈가 7월 29일과 8월 28일(이상 VS 롯데), OB 베어스가 6월 26일(VS 해태)(더블헤더), 해태 타이거즈가 8월 18일(VS MBC)(더블헤더) 특정 팀과의 2홈경기를 치뤘는데 8월 18일 MBC VS 해태전은 같은 달 8일 광주경기가 프로야구 최초 서스펜디드 게임으로 기록되자 장소를 옮겨 더블헤더 형식으로 개최된 바 있었으며 삼성 김일융이 1985년 9월 8일 이 구장에서 벌어진 OB전 선발승으로 역대 두 번째 선발 20승 도달 투수가 됐다.
그러나 지나친 경기량의 과부하로 천연잔디 그라운드가 크게 훼손돼, 그라운드 보존 및 관리 편의를 위해 1989년 말 천연잔디를 걷어내고 인조잔디를 그라운드에 설치했다. 또한 천연잔디 그라운드보다 인조잔디 그라운드에서 야구공이 더 높이 튄다는 점을 감안해 외야 펜스를 기존 1.6m에서 3.2m로 높였다. (기존 펜스 위에 1.6m 높이 그물망 추가 설치)
이곳에서 마지막으로 치러진 전국 고교 야구 대회는 제37회 봉황대기 전국고교야구대회이며 충암고등학교가 우승하게 된다. 전국 규모의 대회를 제외하고 마지막으로 치러진 고교 야구 대회는 서울특별시 추계 고교 야구 대회였으며 결승전에서 배명고등학교가 충암고등학교에 2:1로 지고 있는 상황에서 9회초 4점을 득점하여 배명고등학교가 우승하게 된다.
가장 마지막으로 치러진 공식 대회는 대통령배 전국 대학 야구 대회였으며 경성대학교가 단국대학교를 상대로 3:0으로 승리하였다.

### 철거
2006년 10월 야구장과 축구장을 포함한 동대문운동장 전 시설에 대해 전면 철거 및 재개발이 결정되었다. 그러나 한국프로야구선수협회와 대한야구협회 등 프로와 아마추어 야구 단체는 같은 해 10월 25일에 공동 성명을 발표해 철거 반대의 의사를 나타냈으나 묵살되어, 2007년 12월 18일부터 구장의 철거 작업이 시작되었다.
2008년 3월 14일에 발파하여 완전히 철거되었고 이후 대한민국의 아마추어 야구의 주요 대회는 목동야구장과 수원야구장 등지에서 개최되고 있다. 서울 지역 내에서는 양천구 신월동과 광진구 구의동 등지에 대체 야구장이 건립됐다. 아울러 구로구 고척동에 하프 돔 구장 형태로 동대문야구장의 대체 야구장을 지으려고 했으나, 완전 돔 구장으로 설계가 변경되었다.
야구장 1층에서 운영되던 스포츠 용품 전문점의 대부분은 잠실 서울올림픽주경기장 인근으로 이전됐고, 인근의 노점상 역시 다른 지역으로 이전됐다.
한편 동대문야구장이 철거된 자리에 동대문역사문화공원이 들어서면서 사거리 이름, 버스 정류장명도 이에 따라 동대문역사문화공원 사거리(정류장)으로 변경되었다. 인근의 2호선과 4호선, 5호선이 만나는 환승역인 동대문운동장역도 동대문역사문화공원역으로 개명하였다. 다만, 동대문 운동장 기념관이 인근에 신설되었다.

## 같이 보기
- 서울종합운동장 야구장
- 목동야구장
- 고척스카이돔